# Rote Brook
Das Naturschutzgebiet Rote Brook liegt auf dem Gebiet der Gemeinde Mettingen im Kreis Steinfurt in Nordrhein-Westfalen. Das Gebiet erstreckt sich südöstlich des Kernortes Mettingen. Nördlich verläuft die Landesstraße L 599, südlich die L 501 und westlich die L 796.

## Bedeutung
Für Mettingen ist seit 1988 ein 10,66 ha großes Gebiet unter der Kenn-Nummer ST-060 als Naturschutzgebiet ausgewiesen. Das Gebiet wurde unter Schutz gestellt 
- zur Erhaltung und Wiederherstellung von Lebensgemeinschaften und Lebensstätten bestimmter wildlebender Tierarten und wildwachsender Pflanzen
- zum Schutz und zur Erhaltung des bachbegleitenden Bruchwaldes, der Riedfläche sowie des feuchten Grünlandes, der Niedermoorfläche aus erdgeschichtlichen und landeskulturellen Gründen
- zum Schutz, zur Erhaltung und zur Entwicklung der Still- und Fließgewässer.